# Wasilij Wasiljewski

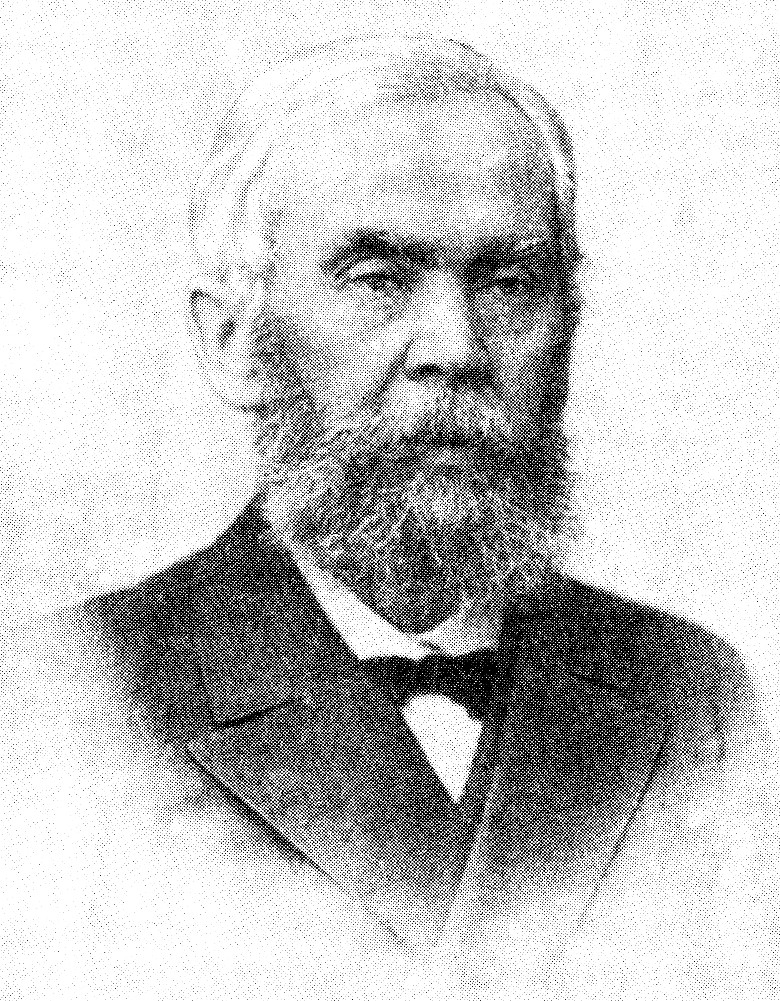
Wasilij Wasiljewski

Wasilij Grigorjewicz Wasiljewski (ur. 21 stycznia 1838, Chalatowka k. Moskwy, zm. 13 maja 1899 we Florencji) – historyk rosyjski, bizantynolog.

## Życiorys
Profesor uniwersytetu w Petersburgu. Od 1890 członek Rosyjskiej Akademii Nauk. W roku 1894 założył i redagował "Vizantijskij Vremennik"". Był pierwszym rosyjskim historykiem, którego główną domeną badań były dzieje Bizancjum. Stworzył rosyjską szkołę bizantynologiczną, prowadził pionierskie badania w zakresie historii agrarnej, dowodząc, że los Bizancjum był związany z losem wolnych chłopów i wspólnot wiejskich. Przeprowadził gruntowne studia z historii stosunków bizantyjsko-ruskich. Podkreślał rolę Słowian w życiu Bizancjum. Wszystkie jego prace zostały opublikowane w zbiorze Trudy (tom 1-4 1908–1930). W latach 1890–1899 redaktor pisma "Żurnal Ministerstva Narodnogo Prosveśćenija". Jego uczniem był Aleksandr Wasiljew.